# 왕바오창
왕바오창(중국어 간체자: 王宝强, 정체자: 王寶強, 병음: Wáng Bǎoqiáng, 한국 한자: 王寶强 왕보강,, 1984년 5월 29일 ~ )는 중국의 배우이다.

## 출연 작품
- 아일랜드(Island, 2018) - 샤오 왕 역
- 신 희극지왕(The New King of Comedy, 2019)